# Mistrzostwa Kanady w kolarstwie szosowym – wyścig ze startu wspólnego

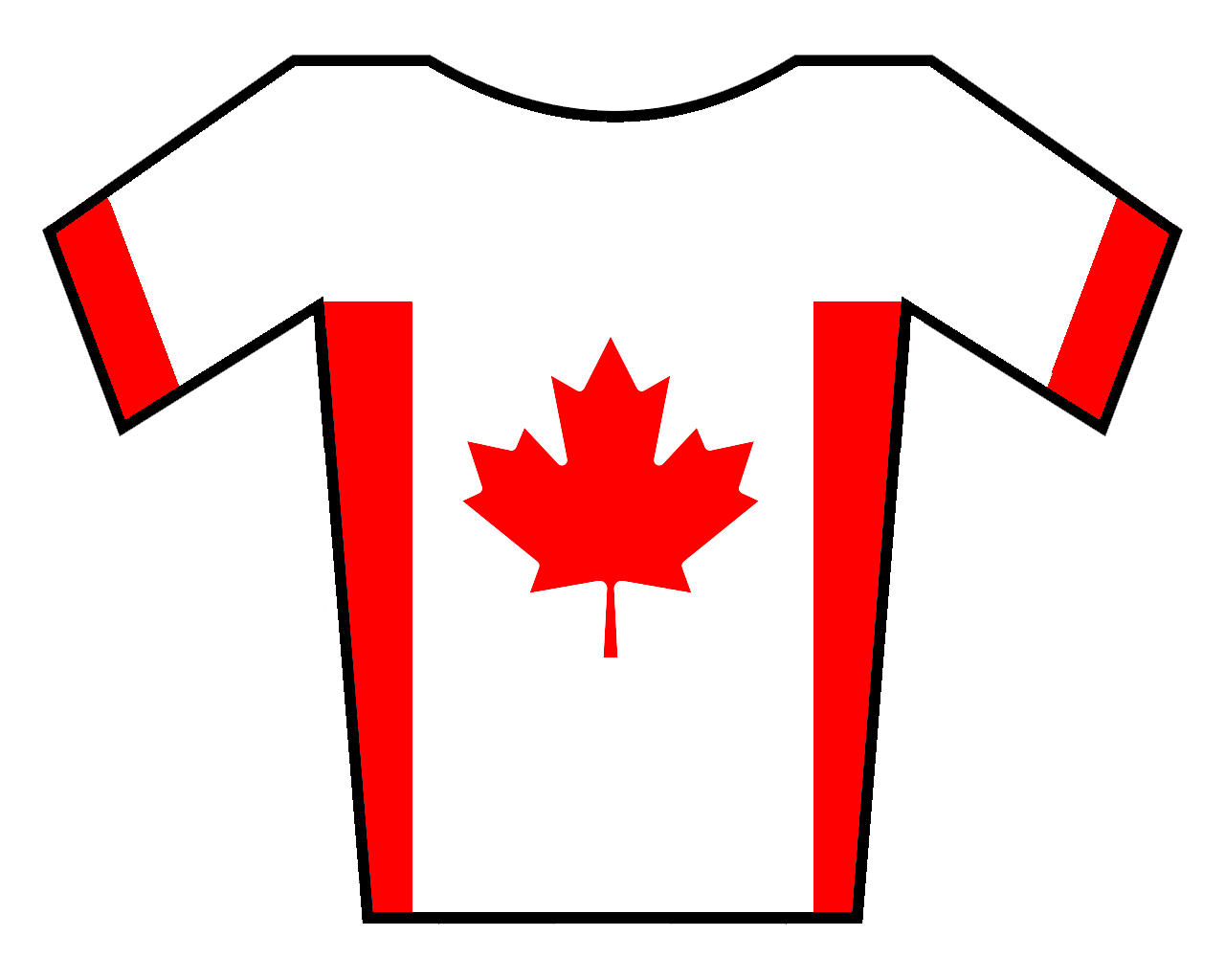
Koszulka mistrza Kanady w kolarstwie szosowym

Mistrzostwa Kanady w kolarstwie szosowym w konkurencji wyścigu ze startu wspólnego rozgrywane są wśród mężczyzn od 1959. Pierwszym zwycięzcą był Egidio Bolzon.
Rekordzistą pod względem liczby zdobytych tytułów jest Czesław Łukaszewicz z 4 tytułami.
Mistrzostwa wśród kobiet rozgrywane są od 1974 roku. Pierwszą zwyciężczynią była France Richer. Rekordzistką pod względem liczby zdobytych tytułów jest Alison Sydor z 4 tytułami.

## Mężczyźni

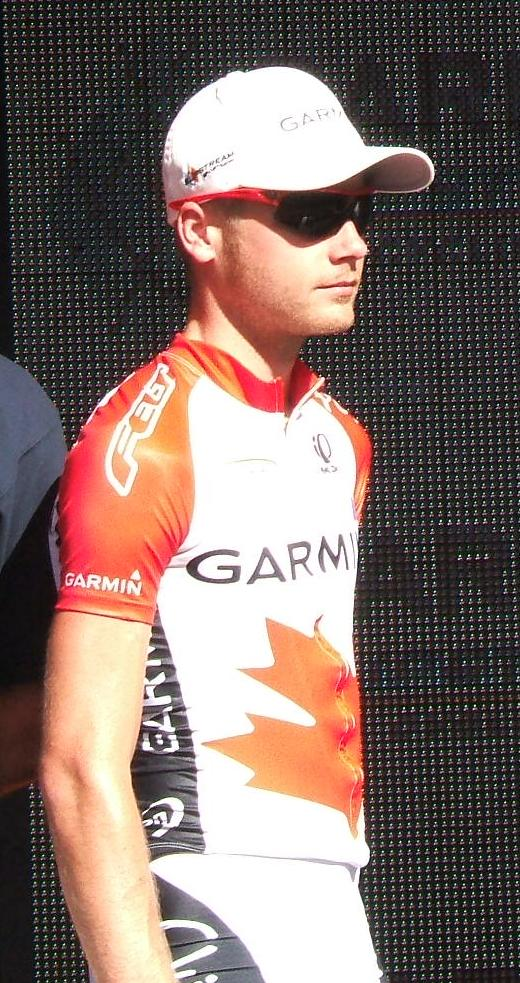
Christian Meier

### Elita
| Rok  | Złoto               | Srebro             | Brąz                  |
| ---- | ------------------- | ------------------ | --------------------- |
| 1959 | Egidio Bolzon       |                    |                       |
| 1960 | Alessandro Messina  |                    |                       |
| 1961 | nie przeprowadzono  |                    |                       |
| 1962 | Egidio Bolzon       |                    |                       |
| 1963 | Sammy Watson        |                    |                       |
| 1964 | Giacomo Segat       |                    |                       |
| 1965 | nie przeprowadzono  |                    |                       |
| 1966 | Paolo Mori          |                    |                       |
| 1967 | Stu Mapp            |                    |                       |
| 1968 | Joe Jones           |                    |                       |
| 1969 | Horst Stuewe        |                    |                       |
| 1970 | Max Grace           |                    |                       |
| 1971 | Max Grace           |                    |                       |
| 1972 | Max Grace           |                    |                       |
| 1973 | Norman Lowe         | Jocelyn Lovell     | Brian Chewter         |
| 1974 | Jocelyn Lovell      |                    |                       |
| 1975 | Brian Keast         | Tom Morris         | Robert Van den Eynde  |
| 1976 | Pierre Harvey       | Serge Proulx       | Ron Hayman            |
| 1977 | Ron Hayman          |                    |                       |
| 1978 | Norman Saint-Aubin  |                    |                       |
| 1979 | Ron Hayman          | Pierre Harvey      |                       |
| 1980 | Bernie Willock      |                    |                       |
| 1981 | Steve Bauer         |                    |                       |
| 1982 | Steve Bauer         | Gerry Dovick       |                       |
| 1983 | Steve Bauer         |                    |                       |
| 1984 | Andrew Hansen       |                    |                       |
| 1985 | Gervais Rioux       | Alex Stieda        | Mark Berger           |
| 1986 | Eon D'Ornellas      | Martin Barras      | John Large            |
| 1987 | Gervais Rioux       |                    |                       |
| 1988 | Brian Walton        |                    |                       |
| 1989 | P. Rygielski        |                    |                       |
| 1990 | Colin Davidson      |                    |                       |
| 1991 | Todd McNutt         |                    |                       |
| 1992 | Scott Price         | Blair Saunders     | Steve Rover           |
| 1993 | Matthew Anand       |                    |                       |
| 1994 | Czesław Łukaszewicz | Jeff Barnes        |                       |
| 1995 | Matthew Anand       | Michael Barry      | Jacques Landry        |
| 1996 | Steve Rover         | Eric Wohlberg      | Jean-Sébastien Béland |
| 1997 | Czesław Łukaszewicz | Eric Wohlberg      | Matthew Anand         |
| 1998 | Mark Walters        | Brian Walton       | Czesław Łukaszewicz   |
| 1999 | Czesław Łukaszewicz | Matthew Anand      | Sylvain Beauchamp     |
| 2000 | Czesław Łukaszewicz | Gordon Fraser      | Brian Walton          |
| 2001 | Mark Walters        | Michael Barry      | Min Van Velzen        |
| 2002 | Andrew Randell      | Dominique Perras   | Antoine Varghese      |
| 2003 | Dominique Perras    | Mark Walters       | Eric Wohlberg         |
| 2004 | Gordon Fraser       | Svein Tuft         | Alexandre Lavallée    |
| 2005 | François Parisien   | Eric Wohlberg      | Dominique Perras      |
| 2006 | Dominique Rollin    | Svein Tuft         | Dominique Perras      |
| 2007 | Cameron Evans       | Andrew Randell     | Dominique Perras      |
| 2008 | Christian Meier     | Bruno Langlois     | Jacob Erker           |
| 2009 | Aaron Fillion       | Osmond Bakker      | Ryan Roth             |
| 2010 | Will Routley        | Andrew Randell     | Bruno Langlois        |
| 2011 | Svein Tuft          | Will Routley       | Zachary Bell          |
| 2012 | Ryan Roth           | Michael Barry      | Marsh Cooper          |
| 2013 | Zachary Bell        | Ryan Anderson      | Rob Britton           |
| 2014 | Svein Tuft          | Ryan Roth          | Christian Meier       |
| 2015 | Guillaume Boivin    | Ryan Anderson      | Ryan Roth             |
| 2016 | Bruno Langlois      | Benjamin Perry     | Will Routley          |
| 2017 | Matteo Dal-Cin      | Marc-Antoine Soucy | Pier-Andre Cote       |

### U23
| Rok  | Złoto            | Srebro            | Brąz                |
| ---- | ---------------- | ----------------- | ------------------- |
| 2003 | Martin Gilbert   | Murray Carter     | Cory Jay            |
| 2004 | Cameron Evans    | François Parisien | Will Routley        |
| 2005 | Ryan Roth        | Christian Meier   | Kevin Lacombe       |
| 2006 | David Veilleux   |                   |                     |
| 2007 | Christian Meier  | Ryan Anderson     | Eric Boily          |
| 2008 |                  |                   |                     |
| 2009 | Guillaume Boivin | André Tremblay    | Andrew Hunt         |
| 2010 | Jesse Reams      | Arnaud Papillon   | David Boily         |
| 2011 | Hugo Houle       | Jamie Riggs       | Spencer Smitheman   |
| 2012 | Antoine Duchesne | David Boily       | Hugo Houle          |
| 2013 | Antoine Duchesne | Pierrick Naud     | Stuart Wight        |
| 2014 | Benjamin Perry   | Kris Dahl         | Jay Lamoureux       |
| 2015 | Benjamin Perry   | Adam De Vos       | Alexander Cataford  |
| 2016 | Benjamin Perry   | Olivier Brisebois | Nicholas Masbourian |

## Kobiety

### Elita
| Rok  | Złoto                | Srebro             | Brąz               |
| ---- | -------------------- | ------------------ | ------------------ |
| 1974 | France Richer        |                    |                    |
| 1975 | Karen Ann Strong     |                    |                    |
| 1976 | Karen Ann Strong     | D. Horbatiuk       | Sylvia Burka       |
| 1977 | Sylvia Burka         |                    |                    |
| 1978 | Sylvia Burka         |                    |                    |
| 1979 | nie przeprowadzono   |                    |                    |
| 1980 | Sylvia Burka         |                    |                    |
| 1981 | Karen Ann Strong     |                    |                    |
| 1982 | Verena Buhler        |                    |                    |
| 1983 | Marie-Claude Audet   |                    |                    |
| 1984 | Genevieve Brunet     |                    |                    |
| 1985 | Barb Lang            |                    |                    |
| 1986 | Sara-Louise Neil     |                    |                    |
| 1987 | Genevieve Brunet     |                    |                    |
| 1988 | nie przeprowadzono   |                    |                    |
| 1989 | Laurel Zike          |                    |                    |
| 1990 | Alison Sydor         | Maria Hawkins      | Sara-Louise Neil   |
| 1991 | Alison Sydor         | Denise Kelly       | Maria Hawkins      |
| 1992 | Clara Hughes         | Susan Palmer-Komar | Linda Jackson      |
| 1993 | Alison Sydor         | Clara Hughes       | Megan McKenna      |
| 1994 | Alison Sydor         | Leslie Tomlinson   | Clara Hughes       |
| 1995 | Linda Jackson        | Susan Palmer-Komar | Alison Sydor       |
| 1996 | Susan Palmer-Komar   | Anne Samplonius    | Leigh Hobson       |
| 1997 | Linda Jackson        | Julia Farell       | Susan Palmer-Komar |
| 1998 | Linda Jackson        | Alison Sydor       | Lyne Bessette      |
| 1999 | Clara Hughes         | Lyne Bessette      | Sandy Espeseth     |
| 2000 | Sandy Espeseth       | Mélanie Nadeau     | Leigh Hobson       |
| 2001 | Lyne Bessette        | Sandy Espeseth     | Geneviève Jeanson  |
| 2002 | Katy Saint-Laurent   | Julie Pepin        | Sandy Espeseth     |
| 2003 | Geneviève Jeanson    | Lyne Bessette      | Susan Palmer-Komar |
| 2004 | Lyne Bessette        | Manon Jutras       | Erinne Willock     |
| 2005 | Geneviève Jeanson    | Erinne Willock     | Susan Palmer-Komar |
| 2006 | Alex Wrubleski       | Anne Samplonius    | Leigh Hobson       |
| 2007 | Gina Grain           | Marni Hambleton    | Moriah McGregor    |
| 2008 | Alex Wrubleski       | Leigh Hobson       | Felicia Gómez      |
| 2009 | Alison Testroete     | Gina Grain         | Merrill Collins    |
| 2010 | Joelle Numainville   | Tara Whitten       | Alison Testroete   |
| 2011 | Véronique Fortin     | Lex Albrecht       | Erinne Willock     |
| 2012 | Denise Ramsden       | Clara Hughes       | Joelle Numainville |
| 2013 | Joelle Numainville   | Leah Kirchmann     | Lex Albrecht       |
| 2014 | Leah Kirchmann       | Denise Ramsden     | Leah Guloien       |
| 2015 | Joelle Numainville   | Leah Kirchmann     | Jamie Gilgen       |
| 2016 | Annie Foreman-Mackey | Joelle Numainville | Leah Kirchmann     |
| 2017 | Allison Beveridge    | Kirsti Lay         | Alison Jackson     |